# 李偉健
李偉健（英語：Terry Li Wai Kin，1978年11月4日—），香港男演員、健身教練及漫畫家，現為無綫電視經理人合約藝員。

## 簡歷
李偉健曾住藍田邨17座，有一名胞姊，一名胞兄，一名胞弟，曾就讀新會商會藍田小學及香港道教聯合會青松中學；中學一畢業便經漫畫家余遠鍠介紹，在香港漫畫雜誌《CO-CO!》內連載其作品《校園大英雄》且載聲載譽。2009年，他選擇参加《香港先生选举》，落敗後加入無綫電視；涉足娛樂圈前曾任兩年健身教練。其星途自出道以來一向平平，直到2012年因在該台處境劇《愛·回家》中，飾演拍馬屁律師「程志美（Terry）」一角而開始為人認識。此後，他仍以不同中文姓名及身份的「Terry」，夥拍歐瑞偉所飾演的「KC」，繼續參演《愛·回家之八時入席》和《愛·回家之開心速遞》等劇集，同樣備受注目；2016年更曾與歐瑞偉齊獲提名《萬千星輝頒獎典禮2016》「最受歡迎劇集搭檔」，之後合作拍攝多個品牌廣告。
另外，李偉健除了當藝人，亦以漫畫家作為副業；2016年再次使用筆名「小甜健」將個人工作經歷畫成繪本，並於觀塘商業大廈開班授課。2017年開始，他也在 YouTube 開設頻道分享繪畫技巧及日常生活，2021年12月由基本藝人合約轉簽經理人合約。
有趣的是李偉健和許家傑同參加2009香港先生，許家傑是那一屆的冠軍但是李偉健輸了。

## 感情生活
李偉健於2018年3月與拍拖15年的圈外女友阿寶到日本京都旅行和拍攝結婚照，同年10月14日就在銅鑼灣富豪香港酒店內筵開22圍舉辦婚宴。

## 演出作品

### 電視劇（無綫電視）
| 首播         | 劇名               | 角色                                 |
| 2009年       | 畢打自己人         | ICAC 人員（第274集）                 |
| 2010年       | 談情說案           | 嫌疑犯（第13 - 15集）                |
| 2010年       | 情越雙白線         | 卡啦OK主任                           |
| 2010年       | 翻叮一族           | 李友友助手（第8集）                  |
| 2010年       | 讀心神探           | 林正木                               |
| 2010年       | 天天天晴           | 送貨工人                             |
| 2010年       | 天天天晴           | 猛 男                                |
| 2010年       | 巾幗梟雄之義海豪情 | 副 官                                |
| 2010年       | 依家有喜           | 餐廳侍應                             |
| 2010年       | 刑警               | 醫 生                                |
| 2011年       | 誘情轉駁           | 刑事警察（第20集）                   |
| 2011年       | 居家兵團           | 徐 生                                |
| 2011年       | 你們我們他們       | Raymond（第2集）                     |
| 2011年       | 女拳               | 苦 力                                |
| 2011年       | 點解阿Sir係阿Sir   | 田                                   |
| 2011年       | 洪武三十二         | 衙 差                                |
| 2011年       | 花花世界花家姐     | 嘉 賓                                |
| 2011年       | 團圓               | 陳 群                                |
| 2011年       | 真相               | 警 察                                |
| 2011年       | 誰家灶頭無煙火     | 刑事警察                             |
| 2011年       | 誰家灶頭無煙火     | 律 師                                |
| 2011年       | 潛行狙擊           | 侍 應                                |
| 2011年       | 潛行狙擊           | 黑社會成員                           |
| 2011年       | 潛行狙擊           | 泊車仔                               |
| 2011年       | 九江十二坊         | 海                                   |
| 2011年       | 法證先鋒III        | 張俊諾（第1集）                      |
| 2011年       | 荃加福祿壽探案     | 薛卓手下（第15 - 17集）              |
| 2011年       | 萬凰之王           | 啞 奴                                |
| 2012年       | 換樂無窮           | 榮家保鑣                             |
| 2012年       | 缺宅男女           | 刑事警察（第14集）                   |
| 2012年       | 怒火街頭2          | 攝影記者（第5集）                    |
| 2012年       | 4 In Love          | 唐 官                                |
| 2012年       | 4 In Love          | 俊 男（第18集）                      |
| 2012年       | 當旺爸爸           | 收音師                               |
| 2012年       | 當旺爸爸           | 《超音巨聲》樂隊成員（第10、11集）   |
| 2012年       | 拳王               | 蘇喜（第17集）                       |
| 2012年       | 衝呀！瘦薪兵團     | 示威者（第10集）                     |
| 2012年       | 護花危情           | 保護證人組成員                       |
| 2012年       | 回到三國           | 臥龍村村民（第2、3集）               |
| 2012年       | 回到三國           | 土 著（第20集）                      |
| 2012年       | 飛虎               | 杜天宇手下（第13集）                 |
| 2012年       | 造王者             | 侍 衛                                |
| 2012年       | 巴不得媽媽...      | 程若真保鑣                           |
| 2012年       | 天梯               | 好姐兒子                             |
| 2012年       | 雷霆掃毒           | 鄭志成線人（第10集）                 |
| 2012年       | 雷霆掃毒           | 頭 皮（第22集）                      |
| 2012年       | 名媛望族           | 大 漢                                |
| 2012至2015年 | 愛·回家 (第一輯)   | 程志美（Terry）                      |
| 2012至2015年 | 愛·回家 (第一輯)   | 跳舞比賽主持（第51集）               |
| 2012至2015年 | 愛·回家 (第一輯)   | Paco（第78集）                       |
| 2013年       | 初五啟市錄         | 噴血大漢（第4集）                    |
| 2013年       | 女警愛作戰         | 男 友（第1集）                       |
| 2013年       | 神探高倫布         | 青 年（第17集）                      |
| 2013年       | 衝上雲霄II         | 商業罪案調查科警員（第15集）         |
| 2013年       | 法外風雲           | 銀行職員（第8集）                    |
| 2014年       | 使徒行者           | 反恐特警隊隊員                       |
| 2014年       | 使徒行者           | 紋身漢                               |
| 2014年       | 大藥坊             | 市 民                                |
| 2014年       | 再戰明天           | 市 民                                |
| 2014年       | 老表，你好hea！    | 健身教練應徵者（第5集）              |
| 2015年       | 衝線               | 男公關（第6集）                      |
| 2015年       | 樓奴               | 俊 男（第1集）                       |
| 2015年       | 張保仔             | 清 兵                                |
| 2015年       | 東坡家事           | 朱德健（第10集）                     |
| 2016年       | 鐵馬戰車           | 貨車跟車（第1 - 3集）                |
| 2016年       | 公公出宮           | 大隻佬（第28集）                     |
| 2016年       | 愛·回家 (第二輯)   | 程志美（Terry）（第990、994、995集） |
| 2016年       | 為食神探           | Mandy 手下（第5 - 8集）              |
| 2016至2017年 | 愛·回家之八時入席  | 馬田健（Terry）                      |
| 2017年至今   | 愛·回家之開心速遞  | 龍力王（Terry）                      |
| 2017年       | 同盟               | 主 持（第1、3集）                    |
| 2017年       | 超時空男臣         | 天朝飲食集團保安（第26 - 29集）      |
| 2017年       | 老表，畢業喇！     | 王老師（第2集）                      |
| 2017年       | 雜警奇兵           | 外賣仔（第5集）                      |
| 2017年       | 誇世代             | 陳 仔（第28集）                      |
| 2018年       | 宮心計2深宮計      | 禁 軍                                |
| 2018年       | 跳躍生命線         | 李潤男（Terry）（第25集）            |
| 2019年       | 白色強人           | 李子欣男友（第5集）                  |
| 2019年       | 牛下女高音         | Terry（第1、30集）                   |
| 2020年       | 降魔的2.0          | 洗水缸工人（第2集）                  |

### 綜藝節目（無綫電視）
| 首播   | 節目名                       | 備註                      |
| 2009年 | 香港先生選舉                 | 參賽者                    |
| 2010年 | 消防安全進萬家               | 演出                      |
| 2011年 | 歡樂滿東華2011               | 演出嘉賓                  |
| 2012年 | 千奇百趣高B班                | 演出                      |
| 2012年 | 姊妺淘                       | 演出                      |
| 2012年 | 世界衝擊影像社               | 演出第1、4集              |
| 2017年 | 都市閒情                     | 2月16日嘉賓               |
| 2017年 | 馬家開飯                     | 第3、19集嘉賓             |
| 2017年 | 一周八爪娛                   | 7月15日嘉賓               |
| 2019年 | 2019國泰航空新春國際匯演之夜 | 演出嘉賓                  |
| 2019年 | PARK YOHO週末速遞            | 演出第3集（飾演 偉健）    |
| 2019年 | 懿想得到                     | 演出第1集                 |
| 2020年 | 天天開運王                   | 第9集嘉賓                 |
| 2020年 | Think Big天地                | 「Kids VIP」嘉賓          |
| 2021年 | 大整蠱                       | 演出第4集                 |
| 2021年 | 明星運動會                   | 演出（鉛球、4×100米接力） |
| 2022年 | 思家大戰                     | 第22集嘉賓                |
| 2022年 | 開心無敵獎門人               | 第7集嘉賓                 |

### 電影
| 首映   | 電影名               | 角色       |
| 2011年 | 夜·店                | 警 察      |
| 2011年 | 我愛HK開心萬歲       | 衛生署職員 |
| 2011年 | Laughing Gor之潛罪犯 | 黑 警      |
| 2013年 | 超級經理人           | 猛 男      |
| 2016年 | 刑警兄弟             | 探 員      |

### 廣告
| 年份   | 產品                                                                                    |
| 2012年 | 政制及內地事務局「外遊基本法 - 一切源於《基本法》」                                     |
| 2017年 | 香港綠色建築議會、建造業議會「香港綠色建築週 2017 - 綠色建築大步走」                    |
| 2018年 | 天下澤雨「霍山石斛」                                                                    |
| 2018年 | 香港吸煙與健康委員會「第九屆『戒煙大贏家』比賽招募」                                    |
| 2018年 | 職業安全健康局「建造業安全 大家齊做足 - 酷熱天氣工作安全」                              |
| 2018年 | 職業安全健康局「建造業安全 大家齊做足 - 個人防護裝備」                                  |
| 2018年 | 職業安全健康局「建造業安全 大家齊做足 - 起重操作安全」                                  |
| 2018年 | 職業安全健康局「建造業安全 大家齊做足 - 離地工作安全」                                  |
| 2018年 | 職業安全健康局「建造業安全 大家齊做足 - 吊船工作安全」                                  |
| 2018年 | 大家樂「粒粒力量。Love Love 香港」                                                      |
| 2018年 | 永豐信貸「愛姨媽」                                                                      |
| 2018年 | 適喘樂「新一代輕霧吸入器 - 肺腑の愛」                                                   |
| 2018年 | 港鐵「小角色 埋位喇！」                                                                 |
| 2019年 | 加德士「加德士掃貨好時辰！先到先賺，9折換購惠康現金券」                                 |
| 2019年 | 錢家有道「退休儲蓄，越早越好 扣稅咪走寶」                                               |
| 2019年 | 錢家有道「神秘約會之合資格延期年金保單」                                                |
| 2019年 | 錢家有道「辦公室「壁咚」之可扣稅強積金自願性供款」                                      |
| 2019年 | 港鐵「小角色 堅持呀！」                                                                 |
| 2019年 | 卓越保管箱「保管箱服務知多 D - 第一集：保險篇」                                         |
| 2019年 | 健美生「長效型維他命 - 健康無限 LOOP 每日一粒先至 GOOD！」（平面）                      |
| 2019年 | 卓越保管箱「保管箱服務知多 D - 第二集：全年無休篇」                                     |
| 2019年 | 卓越保管箱「保管箱服務知多 D - 第三集：救火篇」                                         |
| 2019年 | 卓越保管箱「保管箱服務知多 D - 第四集：排隊篇」                                         |
| 2019年 | 適喘樂「特『霧』雙雄 - Respimat 肺中無阻 霧必達到」                                     |
| 2019年 | 適喘樂「特霧雙雄 - Respimat 肺中無阻 霧必達到：任務一、二、三、四」                     |
| 2019年 | 健美生「天然維他命 B 雜、葡萄糖胺 + 軟骨素、長效天然維他命 C - OFFICE 麻煩事無限 LOOP」 |
| 2020年 | 香港存款保障委員會「存保功夫拍住上：訪尋存保宗師篇」                                    |
| 2020年 | 香港存款保障委員會「存保功夫拍住上：存保心法升呢篇」                                    |
| 2022年 | 反詐騙協調中心「防騙易熱線」（聲演）                                                    |

## 書籍

### 漫畫
| 日期          | 作品名                | 出版社 | ISBN          |
| 2001 - 2007年 |                       |        |               |
| ？            | 校園大英雄            | CO-CO! |               |
| 2016年        |                       |        |               |
| 1月1日        | 娛樂圈愛回帶          | 創造館 | 9789881348463 |
| 5月1日        | 娛樂圈愛回帶 又再回帶 | 創造館 | 9789881470508 |

## 曾獲獎項與提名
| 年份   | 獎項                                                   | 結果 |
| 2016年 | 萬千星輝頒獎典禮2016「最受歡迎劇集搭檔」（與歐瑞偉）   | 提名 |
| 2018年 | 觀眾在民間電視大奬2017「民選最佳戲劇拍檔」（與歐瑞偉） | 提名 |
| 2018年 | 觀眾在民間電視大奬2018「民選最佳戲劇拍檔」（與歐瑞偉） | 提名 |
| 2018年 | 萬千星輝頒獎典禮2018「最受歡迎電視拍檔」（與歐瑞偉）   | 提名 |
| 2018年 | 2018香港電視大獎「男配角獎（劇集）」                   | 提名 |
| 2019年 | 萬千星輝頒獎典禮2019「最受歡迎電視拍檔」（與歐瑞偉）   | 提名 |
| 2021年 | 萬千星輝頒獎典禮2021「最受歡迎電視男角色」             | 提名 |
| 2021年 | 萬千星輝頒獎典禮2021 「最佳男配角」                    | 提名 |

## 外部連結
- Kin Terry Wai Li的Facebook專頁
- 李偉健的Facebook專頁 - 小甜健
- 李偉健的Instagram帳戶
- 李偉健的Instagram帳戶 - 小甜健
- 李偉健的新浪微博
- 李偉健在香港影庫上的簡介
- 8號 - 李偉健 - 2009香港先生競選 - tvb.com （页面存档备份，存于）